# 田中総司 (野球)
田中 総司（たなか そうじ、1977年8月21日 - ）は、兵庫県伊丹市出身の元プロ野球選手（投手）。2000年の登録名は「総司」（そうじ）。

## 来歴・人物
伊丹市立鴻池小学校の頃に父親が監督の鴻池フレンズで野球を始める。伊丹市立天王寺川中学校では鈴衛佑規（元広島）とバッテリーを組み全国大会ベスト4。兵庫県立伊丹北高等学校では1年夏、2年秋に県大会ベスト8、3年夏は県大会ベスト4。
立命館大学時代は2年秋と3年春のリーグ戦で1試合15奪三振の快投。1年下の山田秋親（後にプロでも同僚）との2本柱で4年春に大学選手権ベスト8、秋はリーグ・最優秀選手、ベストナインに選ばれて明治神宮大会出場も初戦（九州共立大戦）で山田の後に登板したが、的場寛一のサヨナラ打で延長の末に敗れた。登板した相手も後にプロで後輩となる新垣渚、山村路直であった。リーグ通算43試合15勝8敗防御率1.11と、関西学生野球連盟屈指の投手として活躍。同期の主将は葛城育郎。
1999年、福岡ダイエーホークスにドラフト1位（逆指名）で入団した。1年目は開幕一軍入りし、初登板を果たすも3/2回3安打3失点という内容ですぐに二軍落ちし、オフに肘を手術。その代償は大きく、ストレートの球速が145km/hから130km/h台中盤にまで低下。3年目には尾花高夫投手コーチの指導により、サイドスロー転向なども経験したが結果を残すことはできなかった。背番号21も、2003年に和田毅が入団すると剥奪される。2004年は2試合に登板したが同年オフに戦力外通告を受け、トライアウト受験に向けて練習していた際に肩を痛め、現役を引退。
引退後は特定非営利活動法人、ホークスジュニアアカデミーでコーチを務めながら福岡医療専門学校に通い、柔道整復師と鍼灸師の資格を取得した。
2011年春に専門学校を卒業し、芦屋市の鍼灸接骨院で勤務。2017年5月に独立し伊丹市に「たなか鍼灸接骨院」を開業した。その傍らボーイズリーグの「伊丹中央ボーイズ」の監督を務めている。

## 詳細情報

### 年度別投手成績
| 年 度     | 球 団     | 登 板 | 先 発 | 完 投 | 完 封 | 無 四 球 | 勝 利 | 敗 戦 | セ 丨 ブ | ホ 丨 ル ド | 勝 率 | 打 者 | 投 球 回 | 被 安 打 | 被 本 塁 打 | 与 四 球 | 敬 遠 | 与 死 球 | 奪 三 振 | 暴 投 | ボ 丨 ク | 失 点 | 自 責 点 | 防 御 率 | W H I P |
| --------- | --------- | ----- | ----- | ----- | ----- | -------- | ----- | ----- | -------- | ----------- | ----- | ----- | -------- | -------- | ----------- | -------- | ----- | -------- | -------- | ----- | -------- | ----- | -------- | -------- | ------- |
| 2000      | ダイエー  | 1     | 0     | 0     | 0     | 0        | 0     | 0     | 0        | --          | ----  | 5     | 0.2      | 3        | 1           | 0        | 0     | 0        | 1        | 0     | 0        | 3     | 3        | 40.50    | 4.50    |
| 2003      | ダイエー  | 2     | 0     | 0     | 0     | 0        | 0     | 0     | 0        | --          | ----  | 10    | 2.0      | 0        | 0           | 4        | 0     | 0        | 3        | 1     | 0        | 0     | 0        | 0.00     | 2.00    |
| 2004      | ダイエー  | 2     | 0     | 0     | 0     | 0        | 0     | 0     | 0        | --          | ----  | 10    | 2.1      | 2        | 0           | 1        | 0     | 0        | 2        | 1     | 0        | 0     | 0        | 0.00     | 1.29    |
| 通算：3年 | 通算：3年 | 5     | 0     | 0     | 0     | 0        | 0     | 0     | 0        | --          | ----  | 25    | 5.0      | 5        | 1           | 5        | 0     | 0        | 6        | 2     | 0        | 3     | 3        | 5.40     | 2.00    |

### 記録
- 初登板：2000年4月5日、対大阪近鉄バファローズ2回戦（大阪ドーム）、9回裏に2番手として救援登板、2/3回3失点
- 初奪三振：同上、9回裏に髙嶋徹から

### 背番号
- 21 （2000年 - 2002年）
- 54 （2003年 - 2004年）

### 登録名
- 総司 （そうじ、2000年）
- 田中 総司 （たなか そうじ、2001年 - 2004年）